# Aleksandr Puzanow
Aleksandr Michajłowicz Puzanow (ros. Алекса́ндр Миха́йлович Пуза́нов; ur. 12 października?/25 października 1906 w guberni kostromskiej, zm. 1 marca 1998 w Moskwie) – radziecki polityk i dyplomata, zastępca członka Prezydium (Biura Politycznego) Komitetu Centralnego KPZR (1952-1953), prezes Rady Ministrów Rosyjskiej Federacyjnej Socjalistycznej Republiki Radzieckiej (1952-1956).
Z zawodu agronom, 1934-1940 w komisji kontroli sowieckiej przy Radzie Komisariatów Ludowych ZSRR, 1940-1943 główny kontroler Ludowego Komisariatu Państwowej Kontroli ZSRR, 1943-1944 zastępca ludowego komisarza kontroli państwowej ZSRR. 1944-1946 przewodniczący obwodowego komitetu wykonawczego rady Kujbyszewa, a 19 IV 1946 - 21 X 1952 był I sekretarzem obwodowego komitetu WKP(b) w Kujbyszewie. 20 października 1952 z inicjatywy Stalina został prezesem Rady Ministrów RFSRR (do 24 stycznia 1956). Od 16 października 1952 do śmierci Stalina 5 marca 1953 był również zastępcą członka Prezydium KC KPZR. 1957-1962 ambasador nadzwyczajny i pełnomocny w Korei Północnej, 1962-1967 w Jugosławii, Bułgarii (1967-1972) i Afganistanie (1972-1979). 1979-1980 pracował w centralnym aparacie Ministerstwa Spraw Zagranicznych ZSRR. Deputowany do Rady Najwyższej ZSRR od 2 do 4 kadencji. Pochowany na Cmentarzu Wagańkowskim w Moskwie.

## Odznaczenia
- Order Lenina (trzykrotnie)
- Order Rewolucji Październikowej
- Order Czerwonego Sztandaru Pracy
- Order Przyjaźni Narodów
- Order „Znak Honoru”

i medale.